# Bogdaniec
Bogdaniec (deutsch Dühringshof) ist ein Dorf im Powiat Gorzowski der Woiwodschaft Lebus in Polen. Es ist Sitz der gleichnamigen Landgemeinde mit 7122 Einwohnern (Stand 31. Dezember 2020).

## Geographie

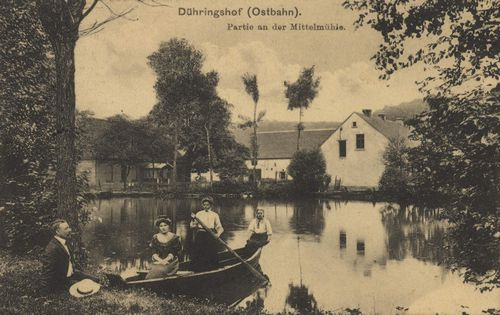
Kahnpartie an der Mittelmühle

Dühringshof liegt etwa 12 km südwestlich von Gorzów Wielkopolski (Landsberg an der Warthe), an der Ostbahn unweit der Warthe.

## Geschichte
Die Ortschaften Gennin, Loppow, Ratzdorf und Stennewitz sind schon seit dem 13. Jahrhundert erwähnt worden.
Die Kolonie Landsberger Holländer wurde 1686 gegründet. Ab 1726 erfolgte der Aufbau der Kolonien Genninsch Warthebruch, Unter Gennin und Ober Gennin.
Der heutige Hauptort wurde 1768 am Rande des Bruches der Warthe auf dem hohen Lande zu beiden Seiten des alten Genninschen Holländer Dammes für 32 Familien mit insgesamt 443 Morgen auf dem Gebiet des Domänenamtes Himmelstädt angelegt und nach dem preußischen General von Dühringshofen benannt.
Zwischen 1771 und 1774 wurden die neuen Gemeinden Raumerswalde, Gerlachsthal, Cocceji und Lossow gegründet durch die Siedlungskommission unter Franz Balthasar Schönberg von Brenkenhoff.
Im Zweiten Weltkrieg wurde der Ort am 1. Februar 1945 durch sowjetische Truppen besetzt. Die deutsche Bevölkerung wurde Ende Juni 1945 vertrieben.
Bis 1945 war Dühringshof eine Gemeinde im Landkreis Landsberg (Warthe). Nach dem Ende des Zweiten Weltkrieges wurde der Ort durch das Potsdamer Abkommen in polnische Verwaltung übernommen und die deutsche Bevölkerung vertrieben. Seitdem trägt der Ort den Namen Bogdaniec nach dem sowjetischen General Semjon Iljitsch Bogdanow, dessen 2. Panzerarmee das Gebiet 1945 einnahm.

### Einwohnerentwicklung
| Jahr          | 1933  | 1939  |
| Einwohnerzahl | 1.832 | 1.779 |

## Gemeinde
Zur Landgemeinde (gmina wiejska) Bogdaniec gehören das Dorf selbst und 20 weitere Dörfer mit Schulzenämtern.

## Verkehr
Der Ort liegt an der ehemaligen Reichsstraße 1 der heutigen Droga wojewódzka 132. An der Bahnstrecke Tczew–Küstrin-Kietz Grenze, der früheren Preußischen Ostbahn, liegen die Bahnstationen Bogdaniec (Düringshof) und Łupowo (Loppow). Heute findet hier noch regionaler Schienenverkehr statt.
Seit dem 11. Dezember 2016 wird täglich ein Zug der deutschen Regionalbahn-Linie RB 26 von Berlin über Küstrin (Kostrzyn) nach Gorzów Wielkopolski weitergeführt. Er fährt morgens von Gorzów Wielkopolski nach Berlin und abends zurück.

## Persönlichkeiten
- Wilhelm Bruchmüller (1872–1935), deutscher Historiker, Redakteur und Journalist
- Friedrich Masche (1899–1982), deutscher Maler und Zeichner
- Heinz Fanslau (1909–1987), Generalmajor der Waffen-SS
- Klaus Vetter (1938–2023), deutscher Historiker, geboren in Gerlachsthal